# Rem als Jocs Olímpics d'estiu de 1972
Als Jocs Olímpics d'Estiu de 1972 celebrats a la ciutat de Múnic (en aquells moments República Federal d'Alemanya) es disputaren set proves de rem, totes elles en categoria masculina. La competició tingué lloc entre els dies 27 d'agost i 2 de setembre de 1972 a les instal·lacions de rem de la població d'Oberschleißheim.
Hi participaren un total de 440 remers de 35 comitès nacionals diferents.

## Resum de medalles
| Prova                        | Or | Argent | Bronze |
| Scull individual Detalls     | Yuri Malishev | Alberto Demiddi | Wolfgang Güldenpfennig |
| Doble Scull Detalls          | Unió SovièticaAleksandr Timoshinin · Gennadi Korshikov                                                                                       | NoruegaFrank Hansen · Svein Thøgersen | RDAJoachim Böhmer · Hans-Ulrich Schmied |
| Dos sense timoner Detalls    | RDASiegfried Brietzke · Wolfgang Mager | SuïssaHeinrich Fischer · Alfred Bachmann | Països BaixosRoel Luynenburg · Ruud Stokvis |
| Dos amb timoner Detalls      | RDAWolfgang Gunkel · Jörg Lücke · Klaus-Dieter Neubert                                                                                       | TxecoslovàquiaOldřich Svojanovský · Pavel Svojanovský · Vladimír Petříček                                                                                | RomaniaŞtefan Tudor · Petre Ceapura · Ladislau Lowrenschi |
| Quatre sense timoner Detalls | RDAFrank Forberger · Frank Rühle · Dieter Grahn · Dieter Schubert                                                                            | Nova ZelandaDick Tonks · Dudley Storey · Ross Collinge · Noel Mills                                                                                      | RFAJoachim Ehrig · Peter Funnekötter · Franz Held · Wolfgang Plottke |
| Quatre amb timoner Detalls   | RFAPeter Berger · Hans-Johann Färber · Gerhard Auer · Alois Bierl · Uwe Benter                                                               | RDADietrich Zander · Reinhard Gust · Eckhard Martens · Rolf Jobst · Klaus-Dieter Ludwig                                                                  | TxecoslovàquiaOtakar Mareček · Karel Neffe · Vladimír Jánoš · František Provazník · Vladimír Petříček                                                                    |
| Vuit amb timoner Detalls     | Nova ZelandaTony Hurt · Wybo Veldman · Dick Joyce · John Hunter · Lindsay Wilson · Athol Earl · Trevor Coker · Gary Robertson · Simon Dickie | Estats UnitsLawrence Terry · Franklin Hobbs · Pete Raymond · Tim Mickelson · Gene Clapp · Bill Hobbs · Cleve Livingston · Mike Livingston · Paul Hoffman | RDAHans-Joachim Borzym · Jörg Landvoigt · Harold Dimke · Manfred Schneider · Hartmut Schreiber · Manfred Schmorde · Bernd Landvoigt · Heinrich Mederow · Dietmar Schwarz |

## Medaller
| Posició | País           | Or | Argent | Bronze | Total |
| 1       | RDA            | 3  | 1      | 3      | 7     |
| 2       | Unió Soviètica | 2  | 0      | 0      | 2     |
| 3       | Nova Zelanda   | 1  | 1      | 0      | 2     |
| 4       | RFA            | 1  | 0      | 1      | 2     |
| 5       | Txecoslovàquia | 0  | 1      | 1      | 2     |
| 6       | Argentina      | 0  | 1      | 0      | 1     |
| 6       | Estats Units   | 0  | 1      | 0      | 1     |
| 6       | Noruega        | 0  | 1      | 0      | 1     |
| 6       | Suïssa         | 0  | 1      | 0      | 1     |
| 10      | Països Baixos  | 0  | 0      | 1      | 1     |
| 10      | Romania        | 0  | 0      | 1      | 1     |